# Desa Ngampelrejo (administrativ by i Indonesien, lat -6,81, long 111,79)
Desa Ngampelrejo är en administrativ by i Indonesien.   Den ligger i provinsen Jawa Timur, i den västra delen av landet, 500 km öster om huvudstaden Jakarta.